# Ropate Ratu
Pas d'image ? Cliquez ici

a Compétitions nationales et continentales officielles uniquement.

b Matchs officiels uniquement.
Dernière mise à jour le 14 août 2023.
Ropate Ratu, né le 1er mars 1985 à Lautoka, est un joueur international fidjien de rugby à XV évoluant au poste d'ailier ou parfois de centre. Il joue en équipe des Fidji entre 2009 et 2010.
Il est le frère de Lekima Tagitagivalu qui est également joueur international fidjien de rugby à XV.

## Biographie
Ropate Ratu est le frère ainé de Lekima Tagitagivalu.
Ropate Ratu obtient sa première sélection en juin 2009 contre l'équipe des Samoa.
À la suite d'une blessure, il annonce, le 23 mars 2019 à l'âge de 34 ans, mettre fin à sa carrière.  